# Gastonia (Dinosaurier)

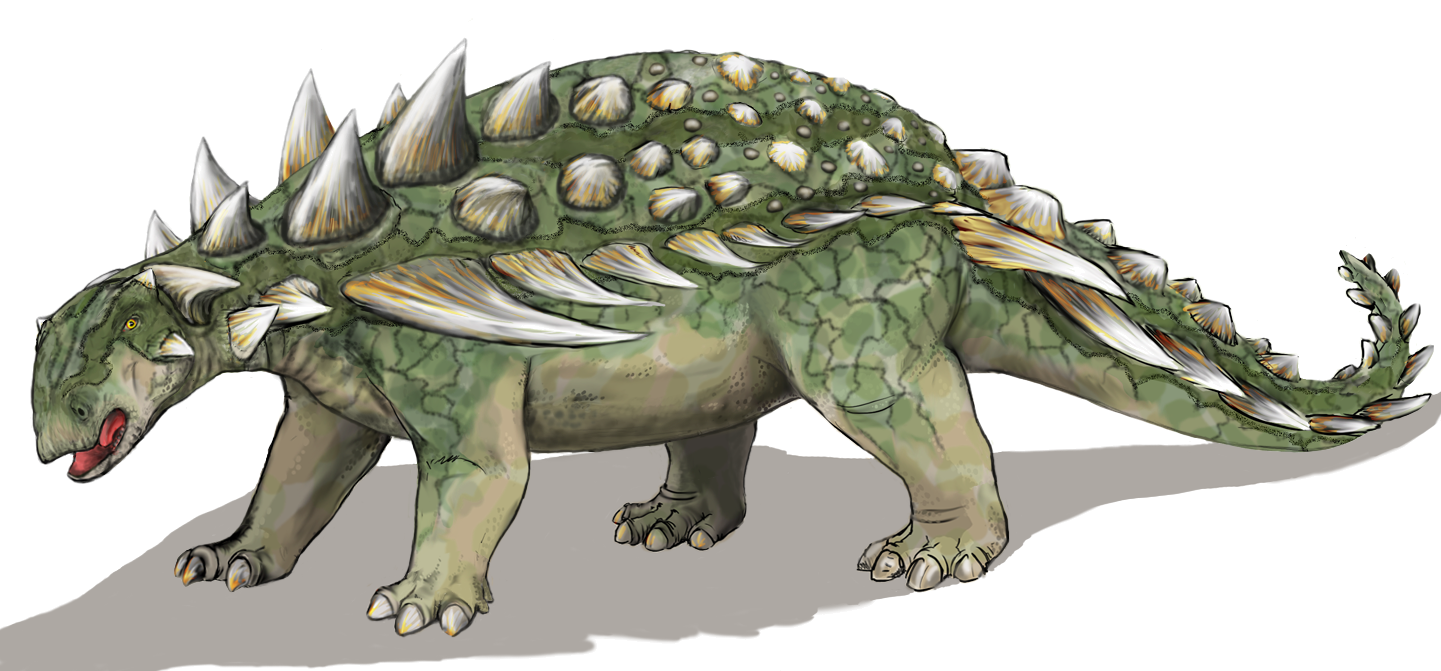
Lebendrekonstruktion von Gastonia

Gastonia  war eine Gattung von Vogelbeckensauriern aus der Gruppe der Ankylosauria. Funde wurden in den USA gemacht und stammen aus der Unterkreide (Barremium).

## Merkmale

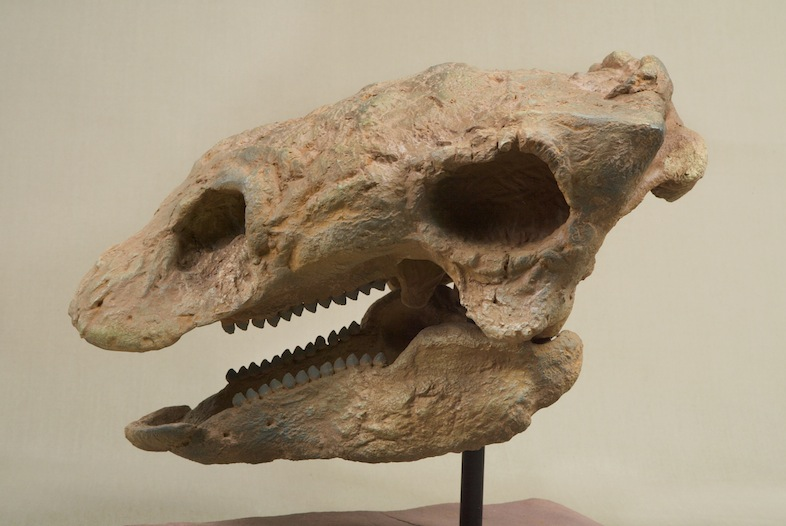
Ein Schädelabguss von Gastonia burgei in der ständigen Sammlung des Children’s Museum of Indianapolis

Gastonia erreichte eine Länge von 4 bis 6 Metern und zeigte den üblichen Körperbau der Ankylosaurier. Die Beine waren kurz und stämmig – wobei die Hinterbeine etwas länger als die Vorderbeine waren – und der Körper war von Knochenschuppen als Panzerung bedeckt.
Entlang des Rückens verliefen reihenweise größere Schuppen, dazwischen waren kleine Schuppen eingebettet. Entlang der Flanken wies Gastonia eine Reihe von Stacheln auf, die an der Schulter am größten waren. Das Becken war von einem Schild aus Knochenplatten bedeckt. Der Kopf war durch eine breite Kerbe am Praemaxillare charakterisiert.
Wie alle Ankylosaurier bewegte sich Gastonia quadruped (auf allen vieren) fort und ernährte sich von Pflanzen.

## Entdeckung und Benennung
Gastonia wurde in der Lower-Cedar-Mountain-Formation im US-Bundesstaat Utah in den 1990er-Jahren entdeckt und zu Ehren seines Entdeckers, Robert Gaston, benannt. An der gleichen Stelle wurde mit dem Raubsaurier Utahraptor ein weiterer Dinosaurier und potentieller Fressfeind von Gastonia zu Tage gefördert.
Einzige Art und somit Typusart war G. burgei. Die Funde werden in die Unterkreide (Barremium) auf ein Alter von 131 bis 126 Millionen Jahre datiert.

## Systematik
Gastonia weist in seinem Körperbau einige urtümliche Merkmale und einige Besonderheiten auf, die eine genaue systematische Einordnung erschweren. Das knöcherne Schild über dem Becken ist eine Gemeinsamkeit mit Polacanthus, als dessen möglicher naher Verwandter er gilt. Phylogenetische Untersuchungen von M. Vickaryous et al. stellen ihn an die Basis der Ankylosauridae, wo er mit Ausnahme der noch basaleren Vertreter Gargoyleosaurus und Minmi das Schwestertaxon der übrigen Ankylosauridae ist. Manchmal wird aber auch eine Einordnung in die „Polacanthidae“ diskutiert.